# فیکوبیلین
فیکوبیلین (به انگلیسی: Phycobilin)، (از یونانی: φύκος (phykos) به‌معنی جلبک، و از لاتین: bilis به معنی صفرا)، بیلین‌های (Bilin) نورگیر (رنگدانه جانبی) هستند که در سیانوباکتری‌ها و در کلروپلاست جلبک‌های قرمز، گلوکوفیت‌ها و برخی کریپتومونادها (Cryptomonad) (البته نه در جلبک‌های سبز و گیاهان) یافت می‌شوند. بیشتر مولکول‌های آنها از یک رنگ‌بر تشکیل شده است که آنها را رنگی می‌کند. آنها در بین رنگدانه‌های فتوسنتزی منحصر به فرد هستند زیرا به پروتئین‌های محلول در آب خاصی که به عنوان فیکوبیلی‌پروتئین (Phycobiliprotein) شناخته می‌شوند پیوند دارند. سپس فیکوبیلی‌پروتئین‌ها انرژی نور را برای فتوسنتز به سبزینه‌ها منتقل می‌کنند.
فیکوبیلین‌ها به‌ویژه در جذب نور قرمز، نارنجی، زرد و سبز، طول موج‌هایی که به‌خوبی توسط سبزینه اِی (Chlorophyll a) جذب نمی‌شوند، کارآمد هستند. جاندارانی که در آب‌های کم‌عمق رشد می‌کنند، حاوی فیکوبیلین‌هایی هستند که می‌توانند نور زرد و قرمز را جذب کنند، در حالی که آنهایی که در عمق بیشتر هستند، اغلب حاوی فیکوبیلین‌های بیشتری هستند که می‌توانند نور سبز را جذب کنند، که در آنجا نسبتاً فراوان‌تر است.
فیکوبیلین‌ها در طول موج خاصی فلورسانس می‌کنند و بنابراین، اغلب در تحقیقات به‌عنوان برچسب‌های شیمیایی استفاده می‌شوند، برای نمونه، با اتصال فیکوبیلی‌پروتئین‌ها به پادتن‌های در تکنیکی به نام ایمونوفلورسانس (Immunofluorescence)

## انواع
چهار نوع فیکوبیلین وجود دارد:
1. فیکواریتروبیلین که قرمز است.
2. فیکوروبیلین که نارنجی است.
3. فیکوویولوبیلین (همچنین به‌عنوان فیکوبیلی‌ویولین شناخته می‌شود) که در فیکواریتروسیانین (Phycoerythrocyanin) یافت می‌شود که سرخابی است.
4. فیکوسیانوبیلین (همچنین به‌عنوان فیکوبیلی‌وردین شناخته می‌شود)، که آبی است.

آن‌ها را می‌توان در ترکیب‌های مختلف متصل به فیکوبیلی‌پروتئین‌ها برای ایجاد خواص طیف‌سنجی خاص یافت.

## رابطه ساختاری با مولکول‌های دیگر
از نظر شیمیایی، فیکوبیلین‌ها از یک زنجیره باز از چهار حلقه پیرول (تتراپیرول (Tetrapyrrole)) تشکیل شده‌اند و از نظر ساختاری شبیه بیلی‌روبین رنگدانه صفراوی هستند، که این نام را توضیح می‌دهد. (ترکیب بیلی‌روبین نیز تحت‌تأثیر نور قرار می‌گیرد، واقعیتی که برای نوردرمانی زردی نوزادان استفاده می‌شود) فیکوبیلین‌ها همچنین با رنگ‌برهای رنگدانه گیاهی تشخیص دهنده نور فیتوکروم مرتبط هستند، که همچنین از یک زنجیره باز از چهار پیرول تشکیل شده است. سبزینه‌ها نیز از چهار پیرول تشکیل شده‌اند، اما در آنجا پیرول‌ها در یک حلقه قرار گرفته‌اند و حاوی یک اتم فلز در مرکز آن هستند.